# TeddyBoy
|  | Denne artikel er oprettet af botten PalnaBot ud fra en ekstern database. Den kan derfor have sproglige fejl eller mangler. Denne skabelon kan fjernes efter kontrol af indholdet. |

TeddyBoy er en kortfilm instrueret af Mads Nygaard Hemmingsen efter manuskript af Mads Nygaard Hemmingsen.

## Handling
På et børnehjem i Polen møder Lena den søn, hun forlod for 15 år siden. Hun får tildelt et par timers samvær, men da tiden er gået, har Lena svært ved at give slip.